# Ngerulmud
 Melekeok
Ngerulmud er sæde for regeringen for Republikken Palau, en østat i Stillehavet. Byen erstattede Koror City, Palaus største by, som hovedstad i 2006. Bebyggelsen er beliggende i staten Melekeok på Babeldaob, landets største ø, der ligger 20 kilometer nordøst for Koror City og 2 kilometer nordvest for Melekeok City.

## Historie
Den tidligere hovedstad i Palau blev placeret midlertidigt i Koror. Landets forfatning, som blev vedtaget i 1979, instrueret Palau National Congress for at etablere en permanent hovedstad på Babeldaob inden for ti år efter forfatningens ikrafttræden. Planlægningen af den nye hovedstad begyndte i 1986, hvor en kontrakt om opførelse af parlamentskomplekset blev tildelt den Hawaii-baserede tegnestue Architects Hawaii Ltd. (AHL), som tidligere har designet  parlamentskomplekset i Mikronesiens forenede Stater, som ligger på Palikir. Fremskridt skete langsomt, da Palau manglede ingeniører og arkitekter, og de fleste byggematerialer måtte importeres.
Det videre arbejde var ikke påbegyndt indtil begyndelsen af 2000'erne, da Palau sikrede sig et udlån på 20 millioner dollars fra Taiwan, som en del af bestræbelserne på at forbedre forholdet mellem de to lande og sikre Palau ' s diplomatiske anerkendelse af Taiwan. Komplekset indeholder separate bygninger til Olbiil æra Kelulau (landets lovgivende forsamling), og den dømmende og udøvende grene, som alle er tilsluttet via en åben plads. Komplekset endte med at koste mere end 45 millioner dollars, og blev officielt åbnet på 7 oktober 2006, med over 5.000 mennesker til stede. Embedsmænd flyttede deres kontorer fra Koror at Ngerulmud kort tid efter.
En 2013-artikel i The Wall Street Journal rapporterede, at parlamentsbygningerne, som var "uegnede til det lokale klima", havde sat Palau i gæld, og at en fejl i ventilationssystemet for nylig havde forårsaget et angreb af skimmelsvamp. I april 2013 blev Ngerulmuds posthus lukket permanent som en del af omkostningsbesparende foranstaltninger der blev implementeret af postmester Tommy Sinsak. Posthuset blev oprettet i december 2011 efter en Olbiil æra Kelulau-resolution, og var et af kun to i landet (den anden er i Koror). I løbet af sine 16 måneder i drift havde udgifterne overskredet 30.000 dollars, mens omsætningen, primært fra frimærker, var mindre end 2.000 dollars. Ngerulmud er den eneste bebyggelse i Palau, der har sit eget postnummer (96939), hvor resten af landet bruger 96940 – United States Postal Service servicere Palau som en del af Compact of Free Association med Usa.
Ngerulmud var i juli 2014 vært for den officielle åbning af det 45 .Pacific Islands Forum. Størstedelen af arrangementer for Forumet blev dog afholdt i Koror. I februar 2016 var Ngerulmud vært for det 16. Micronesian Presidents' Summit, med deltagelse af præsidenterne for Palau, Marshall-Øerne, og Mikronesiens forenede Stater.